# Konami GX
Konami GX es una placa de arcade creada por Konami destinada a los salones arcade.

## Descripción
El Konami GX fue lanzada por Konami en el año 1993 y estuvo recibiendo juegos hasta 1997.
De base posee un procesador 68EC020 trabajando a 24 MHz. y tiene un procesador de sonido 68000, pero hay 2 versiones de esta placa, cada una con chips distintos.
En esta placa funcionaron 17 títulos.

## Especificaciones técnicas

### Procesador
- 68EC020 trabajando a 24 MHz.

### Audio
- 68000 trabajando a 16 MHz.

GX Type 1:
- - Chips gráficos: 54156, 56832, 55555, 53246, 055673, 54338
  - Chips  de sonido: 056800, 2 x 054539 (PCM, 8 Ch) y TMS57002 (con effectos DSP)

GX Type 2:
- - Chips gráficos:  58143, 56832, 55555, 58142, 55673, 58144. (58143 reemplaza al 54156, 58142 reemplaza al 53246, 58144 reemplaza al 54338. todos son compatibles con sus predecesores.)
  - Chips  de sonido: 056800, 058141, TMS57002 (el 58141 son 2 54539s en un pequeño chip)

## Lista de videojuegos
- Daisu-Kiss
- Dragoon Might
- Gokujyou Parodius / Fantastic Journey
- Golfing Greats 2 / Konami's Open Golf Championship
- Lethal Enforcers 2 : Gun Fighters
- Racin' Force
- Run And Gun 2 / Slam Dunk 2
- Rushing Heroes
- Salamander 2
- Sexy Parodius
- Soccer Superstars
- Taisen Puzzle-dama / Crazy Cross
- Tokimeki Memorial Taisen Puzzle-Dama / Crazy Cross 2
- Tokkae Puzzle-dama
- Twin Bee Yahhoo! / Magical Twin Bee
- Vs. Net Soccer
- Winning Spike